# Mljetičak
Mljetičak este un sat din comuna Šavnik, Muntenegru. Conform datelor de la recensământul din 2003, localitatea are 54 de locuitori (la recensământul din 1991 erau 49 de locuitori).

## Demografie
În satul Mljetičak locuiesc 41 de persoane adulte, iar vârsta medie a populației este de 39,5 de ani (34,6 la bărbați și 47,6 la femei). În localitate sunt 17 gospodării, iar numărul mediu de membri în gospodărie este de 3,18.
Populația localității este foarte eterogenă.
|  |

| Demografie | Demografie | Demografie |
| An         | Locuitori  | Locuitori  |
| ---------- | ---------- | ---------- |
|            |            |            |
|            |            |            |
|            |            |            |
|            |            |            |
| 1948       | 114        |            |
| 1953       | 120        |            |
| 1961       | 118        |            |
| 1971       | 89         |            |
| 1981       | 71         |            |
| 1991       | 49         | 49         |
| 2003       | 54         | 54         |

| \| Componența etnică conform recensământului din 2003[2] \| Componența etnică conform recensământului din 2003[2] \| Componența etnică conform recensământului din 2003[2] \| Componența etnică conform recensământului din 2003[2] \| Componența etnică conform recensământului din 2003[2] \| \| ----------------------------------------------------- \| ----------------------------------------------------- \| ----------------------------------------------------- \| ----------------------------------------------------- \| ----------------------------------------------------- \| \| \| \| \| \| \| \| Sârbi \| Sârbi \| \| 35 \| 64,81% \| \| Muntenegreni \| Muntenegreni \| \| 16 \| 29,62% \| \| necunoscută \| necunoscută \| \| 0 \| 0% \| |              |  |    |        |
| Componența etnică conform recensământului din 2003 |              |  |    |        |
| |              |  |    |        |
| Sârbi | Sârbi        |  | 35 | 64,81% |
| Muntenegreni | Muntenegreni |  | 16 | 29,62% |
| necunoscută | necunoscută  |  | 0  | 0%     |